# Ry Cooder

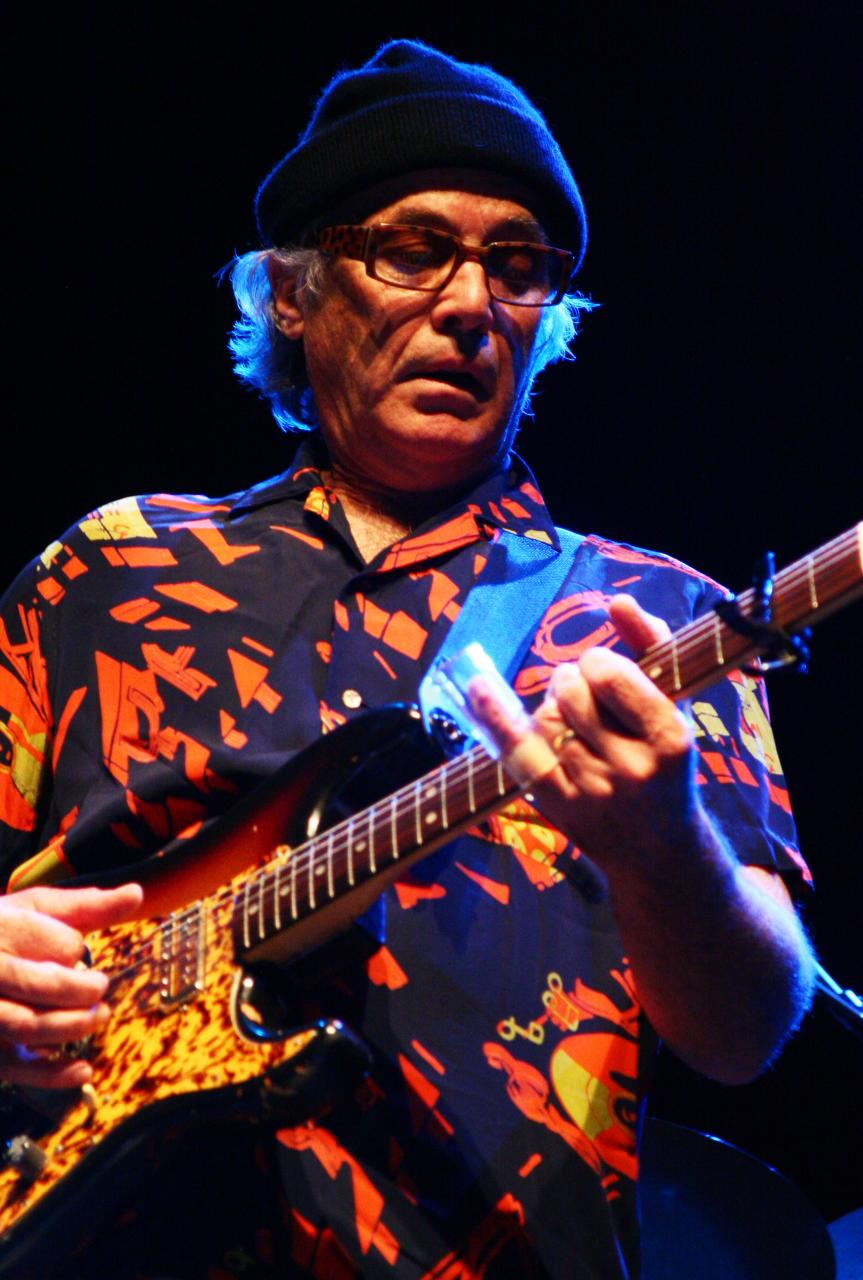
Ry Cooder (2009)

Ryland Peter „Ry“ Cooder (* 15. März 1947 in Los Angeles) ist ein US-amerikanischer Gitarrist, Sänger, Komponist und Produzent. Seine weltweite Bekanntheit verdankt er unter anderem seinem außergewöhnlichen Spiel als Slide-Gitarrist.

## Leben und musikalischer Werdegang
Cooder spielte als Sideman unter anderem für Taj Mahal, in dessen erster Band Rising Sons er als Gründungsmitglied schon 1965/66 mitgewirkt hatte, und die Rolling Stones. Bei zwei Stücken des Albums Safe as Milk (1967) von Captain Beefheart & His Magic Band war er als Arrangeur tätig und spielte die Slide-Gitarre ein, bevor er ab 1970 Soloalben aufzunehmen begann. Auf diesen Alben bot Cooder eine stilistische Bandbreite von beeindruckender Qualität. Bereits als Fünfzehnjähriger erlernte er das Spielen mit dem Bottleneck und gilt bis heute als einer der besten Slide-Gitarristen. Ry Cooder benutzt zum Slide-Spiel vor allem einen eigens dafür präparierten Knochen. Er beherrscht eine Vielzahl von Saiteninstrumenten (Mandoline, Saz und Bajo Sexto). Der große kommerzielle Durchbruch blieb ihm jedoch verwehrt, auch weil er mit seiner eklektizistischen Liedauswahl nicht unbedingt den Hörgewohnheiten eines Massenpublikums entsprach. Unter anderem ließ er sich von einem männlichen Vokaltrio begleiten und arrangierte alte Jazzstandards neu. Als eines der besten Alben gilt Chicken Skin Music (1976, mit dem Tex-Mex-Akkordeonisten Flaco Jiménez und dem hawaiischen Gitarristen Gabby Pahinui), auf dem eine Version des Klassikers Stand by Me in einem Gospel-Arrangement zu hören ist. Das zwei Jahre zuvor erschienene Album Paradise and Lunch, das mit Ditty Wah Ditty als Höhepunkt eine Kollaboration mit dem Pianisten Earl Hines enthält, stand dem jedoch kaum nach. Mit Bop Till You Drop spielte Cooder 1979 das erste digital aufgenommene Album der Rockgeschichte ein.
Seit den 1980er Jahren konzentrierte sich Cooder auf die Komposition von Soundtracks verschiedener Genres, mit denen er auch kommerziell recht erfolgreich war. Dabei griff er in der Regel auf seine bewährten Begleitmusiker (u. a. Jim Keltner) zurück. Am bekanntesten wurde der Soundtrack zum Wenders-Film Paris, Texas, den er mit Jim Dickinson einspielte. Die Filmmusiken zu dem Western The Long Riders (mit David Lindley) und zur Blues-Geschichte Crossroads, eine Kooperation mit den Blueslegenden Sonny Terry und Brownie McGhee, vermitteln einen Eindruck von seiner stilistischen Bandbreite. Bis heute hat Cooder mehr als zwanzig Filmmusiken komponiert.
Als Studiomusiker begleitete er eine Reihe namhafter Künstler wie Gordon Lightfoot, die Rolling Stones (Love in Vain, Sister Morphine), Eric Clapton, Bob Dylan, Van Morrison (Full Force Gale), Randy Newman, Steve Ripley (The Tractors), Pops und Mavis Staples sowie John Lee Hooker. Cooder engagierte sich bereits früh regelmäßig in Weltmusik-Projekten, lange bevor sich diese zu einem eigenständigen Stil entwickelt haben. So spielte er 1974 zwei Platten mit Musikern aus Hawaii unter Federführung des bekannten einheimischen Musikers Gabby Pahinui ein.
Cooder beteiligte sich 1979 auch am No-Nukes-Konzert im Madison Square Garden in New York, bei dem sich Künstler, unter ihnen auch Bruce Springsteen, Little Steven und Jackson Browne, gegen die zivile und militärische Nutzung der Kernenergie engagierten.
1992, nachdem die Musiker bereits auf dem Hiatt-Album Bring the Family zusammengespielt hatten, gründete Cooder mit John Hiatt, Nick Lowe und Jim Keltner die Band Little Village. Die Gruppe veröffentlichte allerdings nur ein Album.
Obwohl er schon früh vom Blues beeinflusst wurde (zu seinen Vorbildern gehörten vor allem John Fahey und Robert Johnson), machte er sich einen Namen mit der Wiederbelebung der Traditionen der Weltmusik, einem Konzept, das seinerzeit völlig neu war. Er widmete sich der Country- und Folkmusik, dem Calypso, hawaiischer Musik, Gospel, Salsa, Jazz, Ragtime und Vaudeville. Dabei kreuzten sich seine Wege immer wieder mit denen der Chieftains, die sich ähnlich wie er für Strömungen der Weltmusik interessieren.
Ab den frühen 1990er Jahren arbeitete Cooder verstärkt mit Musikern aus anderen Kulturen, so aus Indien, Afrika (zum Beispiel mit dem aus Mali stammenden Ali Farka Touré) und Südamerika. Für seine Arbeit mit dem indischen Gitarristen Vishwa Mohan Bhatt erhielt er 1994 einen Grammy. Besonders erfolgreich war das Projekt Buena Vista Social Club, in welchem von Juan de Marcos González ausgesuchte kubanische Musiker spielten und den fast in Vergessenheit geratenen historischen Musikstil des kubanischen Son zu neuem Leben erweckten. Daraus entstanden dann der gleichnamige Dokumentarfilm (Regie: Wim Wenders) und zahlreiche Platten unter den Namen der beteiligten Musiker. Auch sein Sohn Joachim Cooder gehörte der Band an.
Um den Beginn der 2010er-Jahre hatte seine Musik als besonderen Schwerpunkt den Protest gegen Politiker, Banker oder Bodenspekulanten zum Inhalt. 2018 kehrte er wieder verstärkt zum Gospel zurück.

## Einfluss
Keith Richards von den Rolling Stones gibt an, dass er die für ihn typische Offene G-Stimmung der Gitarre durch Ry Cooder erlernt habe.

## Diskografie

### Studioalben
| Jahr | Titel                          | Höchstplatzierung, Gesamtwochen, AuszeichnungChartplatzierungen (Jahr, Titel, Platzierungen, Wochen, Auszeichnungen, Anmerkungen) | Höchstplatzierung, Gesamtwochen, AuszeichnungChartplatzierungen (Jahr, Titel, Platzierungen, Wochen, Auszeichnungen, Anmerkungen) | Höchstplatzierung, Gesamtwochen, AuszeichnungChartplatzierungen (Jahr, Titel, Platzierungen, Wochen, Auszeichnungen, Anmerkungen) | Höchstplatzierung, Gesamtwochen, AuszeichnungChartplatzierungen (Jahr, Titel, Platzierungen, Wochen, Auszeichnungen, Anmerkungen) | Höchstplatzierung, Gesamtwochen, AuszeichnungChartplatzierungen (Jahr, Titel, Platzierungen, Wochen, Auszeichnungen, Anmerkungen) | Anmerkungen                           |
| Jahr | Titel                          | DE | AT | CH | UK | US | Anmerkungen                           |
| ---- | ------------------------------ | --- | --- | --- | --- | --- | ------------------------------------- |
| 1972 | Into the Purple Valley         | — | — | — | UK— SilberUK | US113 (8 Wo.)US | Erstveröffentlichung: Januar 1972     |
| 1974 | Paradise and Lunch             | — | — | — | UK— SilberUK | US167 (6 Wo.)US | Erstveröffentlichung: Mai 1974        |
| 1976 | Chicken Skin Music             | — | — | — | — | US177 (5 Wo.)US | Erstveröffentlichung: Oktober 1976    |
| 1977 | Showtime                       | — | — | — | — | US158 (5 Wo.)US | Erstveröffentlichung: August 1977     |
| 1979 | Bop till You Drop              | — | — | — | UK36 Silber · (9 Wo.)UK | US62 (15 Wo.)US | Erstveröffentlichung: August 1979     |
| 1980 | Borderline                     | — | — | — | UK35 Gold · (6 Wo.)UK | US43 (16 Wo.)US | Erstveröffentlichung: Oktober 1980    |
| 1982 | The Slide Area                 | — | — | — | UK18 (12 Wo.)UK | US105 (7 Wo.)US | Erstveröffentlichung: April 1982      |
| 1987 | Get Rhythm                     | — | — | — | UK75 Silber · (3 Wo.)UK | US177 (12 Wo.)US | Erstveröffentlichung: November 1987   |
| 2005 | Chávez Ravine                  | DE76 (5 Wo.)DE | AT52 (3 Wo.)AT | CH42 (3 Wo.)CH | UK35 (3 Wo.)UK | US149 (2 Wo.)US | Erstveröffentlichung: 7. Juni 2005    |
| 2007 | My Name Is Buddy               | DE72 (2 Wo.)DE | AT64 (2 Wo.)AT | CH70 (1 Wo.)CH | UK41 (3 Wo.)UK | US168 (1 Wo.)US | Erstveröffentlichung: 2. März 2007    |
| 2008 | I, Flathead                    | DE74 (1 Wo.)DE | — | — | UK84 (1 Wo.)UK | — | Erstveröffentlichung: 20. Juni 2008   |
| 2011 | Pull Up Some Dust and Sit Down | DE66 (1 Wo.)DE | AT74 (1 Wo.)AT | CH64 (1 Wo.)CH | UK26 (3 Wo.)UK | US123 (1 Wo.)US | Erstveröffentlichung: 30. August 2011 |
| 2012 | Election Special               | DE38 (2 Wo.)DE | — | CH44 (3 Wo.)CH | UK41 (1 Wo.)UK | US164 (1 Wo.)US | Erstveröffentlichung: 17. August 2012 |
| 2018 | The Prodigal Son               | DE17 (2 Wo.)DE | AT14 (2 Wo.)AT | CH7 (6 Wo.)CH | UK10 (2 Wo.)UK | US161 (1 Wo.)US | Erstveröffentlichung: 11. Mai 2018    |

grau schraffiert: keine Chartdaten aus diesem Jahr verfügbar

### Gemeinschaftsalben
| Jahr | Titel                                                    | Höchstplatzierung, Gesamtwochen, AuszeichnungChartplatzierungen (Jahr, Titel, Platzierungen, Wochen, Auszeichnungen, Anmerkungen) | Höchstplatzierung, Gesamtwochen, AuszeichnungChartplatzierungen (Jahr, Titel, Platzierungen, Wochen, Auszeichnungen, Anmerkungen) | Höchstplatzierung, Gesamtwochen, AuszeichnungChartplatzierungen (Jahr, Titel, Platzierungen, Wochen, Auszeichnungen, Anmerkungen) | Höchstplatzierung, Gesamtwochen, AuszeichnungChartplatzierungen (Jahr, Titel, Platzierungen, Wochen, Auszeichnungen, Anmerkungen) | Höchstplatzierung, Gesamtwochen, AuszeichnungChartplatzierungen (Jahr, Titel, Platzierungen, Wochen, Auszeichnungen, Anmerkungen) | Anmerkungen                                                               |
| Jahr | Titel                                                    | DE | AT | CH | UK | US | Anmerkungen                                                               |
| ---- | -------------------------------------------------------- | --- | --- | --- | --- | --- | ------------------------------------------------------------------------- |
| 1985 | Paris, Texas                                             | — | — | CH16 (6 Wo.)CH | — | — | Erstveröffentlichung: Februar 1985                                        |
| 1994 | Talking Timbuktu                                         | — | — | CH23 (12 Wo.)CH | UK44 Silber · (3 Wo.)UK | — | Erstveröffentlichung: 29. März 1994 mit Ali Farka Touré                   |
| 2003 | Mambo Sinuendo                                           | DE29 (7 Wo.)DE | AT32 (9 Wo.)AT | CH45 (6 Wo.)CH | UK40 (2 Wo.)UK | US52 (8 Wo.)US | Erstveröffentlichung: 28. Januar 2003 mit Manuel Galbán                   |
| 2010 | San Patricio                                             | — | — | — | UK93 (2 Wo.)UK | US37 (5 Wo.)US | Erstveröffentlichung: 9. März 2010 mit The Chieftains                     |
| 2012 | Delta Time                                               | — | AT31 (4 Wo.)AT | — | — | — | Erstveröffentlichung: 21. September 2012 mit Hans Theessink & Terry Evans |
| 2013 | At The Great American Music Hall                         | — | — | CH96 (1 Wo.)CH | — | — | Erstveröffentlichung: 6. September 2013 mit Corridos Famosos              |
| 2022 | Get on Board – The Songs of Sonny Terry & Brownie McGhee | DE13 (2 Wo.)DE | AT19 (3 Wo.)AT | CH2 (5 Wo.)CH | UK55 (1 Wo.)UK | — | Erstveröffentlichung: 22. April 2022 mit Taj Mahal                        |

Weitere Alben
- 1970: Ry Cooder
- 1972: Jamming with Edward! (Studio-Session mit Nicky Hopkins, Mick Jagger, Bill Wyman und Charlie Watts)
- 1972: Boomer’s Story
- 1978: Jazz
- 1980: The Long Riders (Soundtrack)
- 1981: Southern Comfort (Soundtrack)
- 1982: The Border (Soundtrack)
- 1984: Streets of Fire (Soundtrack)
- 1985: Alamo Bay (Soundtrack)
- 1986: Crossroads (Soundtrack)
- 1986: Blue City (Soundtrack)
- 1986: Why Don’t You Try Me (UK: Silber)
- 1988: Pecos Bill (mit Robin Williams, Narration & Music)
- 1989: Johnny Handsome – Der schöne Johnny (Soundtrack)
- 1992: Trespass (Soundtrack/Score Music)
- 1992: Little Village (Bandprojekt mit John Hiatt, Jim Keltner & Nick Lowe)
- 1993: A Meeting by the River (mit Vishwa Mohan Bhatt)
- 1993: Geronimo: An American Legend (Soundtrack)
- 1994: River Rescue – The Very Best of Ry Cooder (Sampler)
- 1995: Music by Ry Cooder (Soundtrack-Sampler)
- 1996: Last Man Standing (Soundtrack)
- 1997: Buena Vista Social Club (UK: Platin)
- 1997: The End of Violence (Soundtrack)
- 1998: Primary Colors (Soundtrack)
- 2008: Ufo Has Landed – Ry Cooder Anthology
- 2017: The Complete Bottom Line Broadcast 1974

### Singles
| Jahr | Titel Album | Höchstplatzierung, Gesamtwochen, AuszeichnungChartplatzierungen (Jahr, Titel, Album, Platzierungen, Wochen, Auszeichnungen, Anmerkungen) | Höchstplatzierung, Gesamtwochen, AuszeichnungChartplatzierungen (Jahr, Titel, Album, Platzierungen, Wochen, Auszeichnungen, Anmerkungen) | Höchstplatzierung, Gesamtwochen, AuszeichnungChartplatzierungen (Jahr, Titel, Album, Platzierungen, Wochen, Auszeichnungen, Anmerkungen) | Höchstplatzierung, Gesamtwochen, AuszeichnungChartplatzierungen (Jahr, Titel, Album, Platzierungen, Wochen, Auszeichnungen, Anmerkungen) | Höchstplatzierung, Gesamtwochen, AuszeichnungChartplatzierungen (Jahr, Titel, Album, Platzierungen, Wochen, Auszeichnungen, Anmerkungen) | Anmerkungen                      |
| Jahr | Titel Album | DE | AT | CH | UK | US | Anmerkungen                      |
| ---- | ----------- | --- | --- | --- | --- | --- | -------------------------------- |
| 1988 | Get Rhythm  | — | — | — | UK93 (2 Wo.)UK | — | Erstveröffentlichung: April 1988 |

## Auszeichnungen für Musikverkäufe
| Goldene Schallplatte - Frankreich - 2001: für das Album Paris, Texas - Neuseeland - 1979: für die Single Little Sister Platin-Schallplatte - Australien - 2000: für das Album Bop till You Drop - 2000: für das Album Buena Vista Social Club - Neuseeland - 1980: für das Album Bop till You Drop | 2× Platin-Schallplatte - Neuseeland - 1988: für das Album Crossroads |

Anmerkung: Auszeichnungen in Ländern aus den Charttabellen bzw. Chartboxen sind in ebendiesen zu finden.
| Land/RegionAuszeichnungen für Musikverkäufe (Land/Region, Auszeichnungen, Verkäufe, Quellen) | Silber     | Gold     | Platin     | Verkäufe | Quellen                   |
| -------------------------------------------------------------------------------------------- | ---------- | -------- | ---------- | -------- | ------------------------- |
| Australien (ARIA)                                                                            | —          | —        | 2× Platin2 | 140.000  | aria.com.au               |
| Frankreich (SNEP)                                                                            | —          | Gold1    | —          | 100.000  | snepmusique.com           |
| Neuseeland (RMNZ)                                                                            | —          | Gold1    | 3× Platin3 | 70.000   | aotearoamusiccharts.co.nz |
| Vereinigtes Königreich (BPI)                                                                 | 6× Silber6 | Gold1    | Platin1    | 760.000  | bpi.co.uk                 |
| Insgesamt                                                                                    | 6× Silber6 | 3× Gold3 | 6× Platin6 |          |                           |

## Auszeichnungen
Grammy
- als „Performing Artist“
  - 1988: Best Recording for Children („Pecos Bill“)
  - 1993: Best World Music Album („A Meeting by the River“)
  - 1994: Best World Music Album („Talking Timbuktu“)
  - 1997: Best Tropical Latin Performance („Buena Vista Social Club“)
  - 2003: Best Pop Instrumental Album („Mambo Sinuendo“)

- als Produzent
  - 2003: Best Traditional Tropical Latin Album („Buenos Hermanos“)

Der Rolling Stone listete Cooder 2011 auf Rang 31 der 100 größten Gitarristen aller Zeiten. In einer Liste aus dem Jahr 2003 hatte er Rang acht belegt.

## Bibliografie
- Los Angeles Stories (City Lights, San Francisco 2011), ISBN 978-0-87286-519-8; dt. "Auf den Straßen von Los Angeles" (Edition Tiamat, Berlin 1991), ISBN 978-3-89320-164-8.

## Trivia
Cooder verletzte sich mit 4 Jahren beim Spielen mit einem Messer sein linkes Auge, welches deshalb durch eine Augenprothese ersetzt werden musste.